# FIDE Grand Prix 2008-2010
De FIDE Grand Prix 2008–2010 bestond uit een serie van zes schaak-toernooien. Het was een onderdeel van de kwalificatie voor het Wereldkampioenschap schaken 2012. De twee hoogst geëindigden, Levon Aronian en Teimour Radjabov, plaatsten zich voor de kandidatenmatches.
Door de FIDE werden 21 spelers geselecteerd. Deze zouden elk in 4 toernooien spelen. Elk toernooi bestond uit 14 deelnemers. In elk toernooi ontvingen de spelers de volgende aantallen punten: 180 voor de winnaar, 150 voor nummer 2, 130 voor nummer 3, 110 voor nummer 4 en elke volgende plaats 10 punten minder. De beste drie toernooiresultaten telden mee.
Doordat een aantal spelers zich terugtrok of werd verwijderd, kon het oorspronkelijke schema niet volledig worden uitgevoerd.
De volgende toernooien werden gespeeld:

Bakoe 2008

Winnaars: Vugar Gashimov, Wang Yue en Magnus Carlsen.

Sotsji 2008

Winnaar: Levon Aronian.

Elista 2008

Winnaars: Teimour Radjabov, Dmitri Jakovenko en Aleksandr Grisjtsjoek

Naltsjik 2009

Winnaar: Levon Aronian.

Dzjermoek 2009

Winnaar: Vasyl Ivantsjoek

Astrachan 2010

Winnaar: Pavel Eljanov